# Volleyball-Europapokal der Pokalsieger 1978/79 (Frauen)
Der Europapokal der Pokalsieger der Frauen 1978/79 war die 7. Auflage des Wettbewerbes, an der 16 Volleyball-Vereinsmannschaften aus 16 Ländern teilnahmen. Mit Roter Stern Prag gewann zum zweiten Mal eine Mannschaft aus der Tschechoslowakei den Europapokal der Pokalsieger.

## Teilnehmer
| Belgien - Dilbeek-Itterbeek SC Bulgarien - Lewski-Spartak Sofia BR Deutschland - 1. VC Hannover Deutsche Demokratische Republik - SC Traktor Schwerin Frankreich - ASPTT Montpellier Griechenland - Zirinos Aon | Italien - Pallavolo Cecina Jugoslawien - ŽOK Rijeka Österreich - SC ÖMV Blau Gelb Wien Polen - Start Łódź Portugal - Benfica Lissabon | Rumänien - Penicilina Iași Schweden - Uppsala Studenters IF Schweiz - VBC Spada Academica Zürich Tschechoslowakei - Roter Stern Prag Ungarn - Dózsa Újpest Budapest |

## Modus
Im Achtel- und Viertelfinale spielten die Mannschaften im K.-o.-System. In beiden Runden gab es Hin- und Rückspiele. Nach dem Viertelfinale ermittelten dann die letzten vier Mannschaften in einem Finalrunden-Turnier den Europapokalsieger.

## Achtelfinale
|                            | Gesamt  |                       | Hinspiel | Rückspiel |
| -------------------------- | ------- | --------------------- | -------- | --------- |
| Dilbeek-Itterbeek SC       | 0:6     | Lewski-Spartak Sofia  | 0:3      | 0:3       |
| 1. VC Hannover             | 0:6     | Roter Stern Prag      | 0:3      | 0:3       |
| SC ÖMV Blau Gelb Wien      | 0:6     | ŽOK Rijeka            | 0:3      | 0:3       |
| ASPTT Montpellier          | 1:6     | Start Łódź            | 1:3      | 0:3       |
| VBC Spada Academica Zürich | 0:6     | Dózsa Újpest Budapest | 0:3      | 0:3       |
| SC Traktor Schwerin        | 6:0     | Pallavolo Cecina      | 3:0      | 3:0       |
| Uppsala Studenters IF      | 0:6     | Penicilina Iași       | 0:3      | 0:3       |
| Benfica Lissabon           | [ A 1 ] | Zirinos Aon           | :        | :         |

1. ↑  Benfica Lissabon verzichtete

## Viertelfinale
|                       | Gesamt |                     | Hinspiel | Rückspiel |
| --------------------- | ------ | ------------------- | -------- | --------- |
| Lewski-Spartak Sofia  | 2:6    | Roter Stern Prag    | 2:3      | 0:3       |
| ŽOK Rijeka            | 2:6    | Start Łódź          | 1:3      | 1:3       |
| Dózsa Újpest Budapest | 3:5    | SC Traktor Schwerin | 3:2      | 0:3       |
| Penicilina Iași       | 6:0    | Zirinos Aon         | 3:0      | 3:0       |

1. ↑  beide Spiele fanden in Rijeka statt

## Finalrunde
Die Finalrunde fand vom 9. bis 11. Februar in Schaan (Liechtenstein) statt.

### Spiele
| Datum           |                     | Ergebnis |                     |
| --------------- | ------------------- | -------- | ------------------- |
| Fr 0.9. Februar | Roter Stern Prag    | 3:0      | Penicilina Iași     |
| Fr 0.9. Februar | SC Traktor Schwerin | 3:2      | Start Łódź          |
| Sa 10. Februar  | Start Łódź          | 3:0      | Penicilina Iași     |
| Sa 10. Februar  | Roter Stern Prag    | 3:2      | SC Traktor Schwerin |
| So 11. Februar  | SC Traktor Schwerin | 3:0      | Penicilina Iași     |
| So 11. Februar  | Roter Stern Prag    | 3:2      | Start Łódź          |

### Abschlusstabelle
| Pl. | Verein              | S | N | Sätze | Punkte |
| --- | ------------------- | - | - | ----- | ------ |
| 1   | Roter Stern Prag    | 3 | – | 9:4   | 6      |
| 2   | SC Traktor Schwerin | 2 | 1 | 8:5   | 5      |
| 3   | Start Łódź          | 1 | 2 | 7:6   | 4      |
| 4   | Penicilina Iași     | – | 3 | 0:9   | 3      |

 Europapokalsieger